# الاعسم (النادرة)

تعديل مصدري - تعديل

الاعسم محلة تابعة لقرية الصيرة، التابعة لعزلة العارضة بمديرية النادرة إحدى مديريات محافظة إب في الجمهورية اليمنية، بلغ تعداد سكانها 34 حسب تعداد اليمن لعام 2004.